# Ralf Siepmann
Ralf Siepmann (* 9. September 1945 in Neustrelitz) ist ein deutscher Journalist, Moderator, Autor und Kommunikationsberater.

## Leben

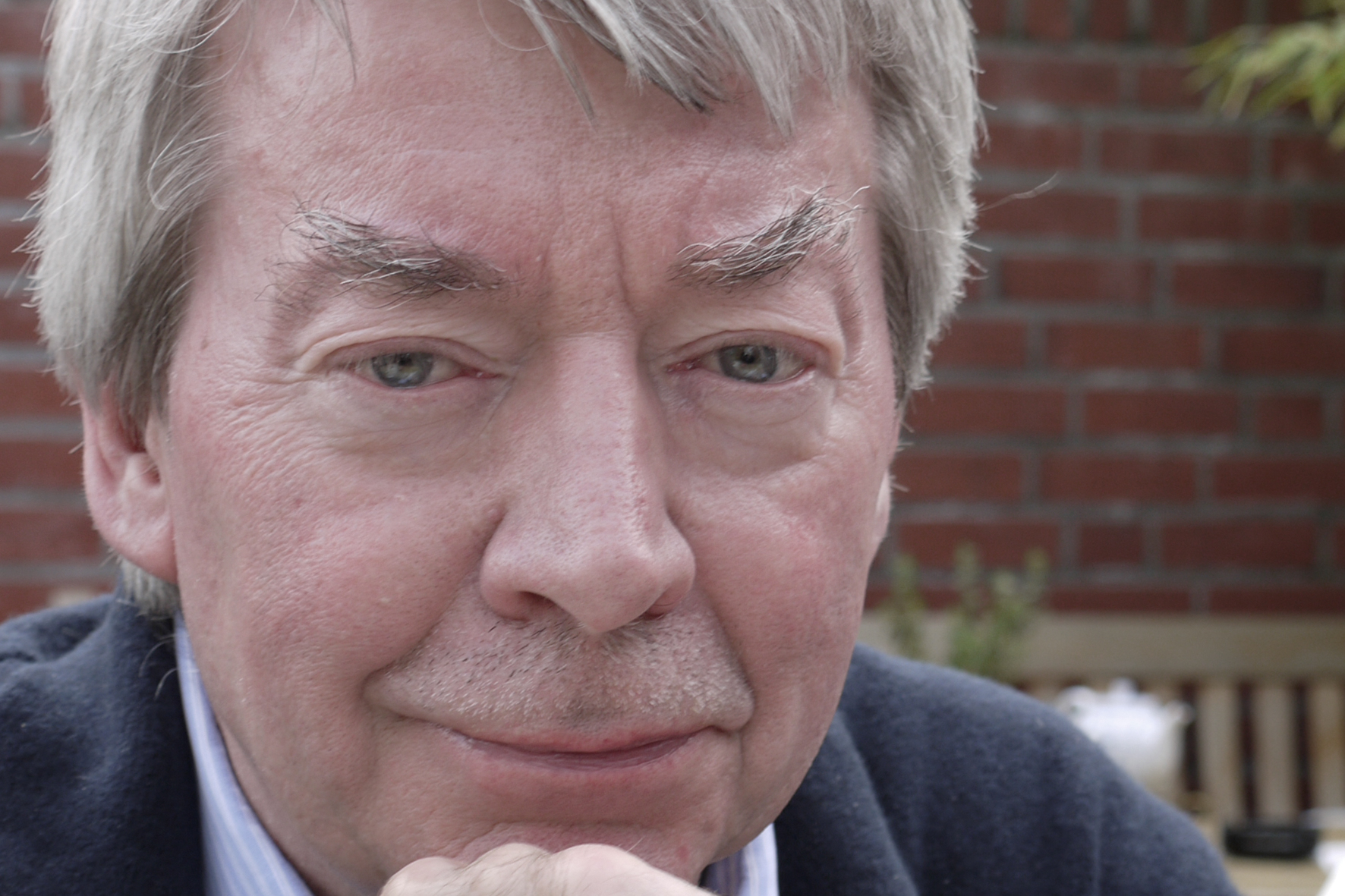
Ralf Siepmann

Siepmann wuchs im ostwestfälischen Rietberg auf und machte sein Abitur am Ratsgymnasium Rheda-Wiedenbrück. Nach einem Zeitungsvolontariat, einer beruflichen Station als Redakteur in der Lokalpresse und einem Studium der Sozialwissenschaften an der Ruhr-Universität Bochum (Abschluss Diplom) promovierte Ralf Siepmann an der Freien Universität Berlin. Ab 1978 arbeitete er als Referent im Presse- und Informationsamt der Bundesregierung. 1989 wurde er zum Leiter der Presse- und Öffentlichkeitsarbeit des Deutschlandfunks berufen. Anschließend wirkte er als Leiter Kommunikation des Auslandrundfunks Deutsche Welle (1993–2002). Von 2008 bis 2015 arbeitete er als Geschäftsführender Gesellschafter der eigenen Indikativ GmbH für verschiedene Auftraggeber, darunter den Gesamtverband Pressegroßhandel.
Siepmann war Mitarbeiter der Medienpresse sowie von Zeitungen wie Frankfurter Rundschau, Kölner Stadt-Anzeiger, WAZ, Rheinischer Merkur, Deutsches Allgemeines Sonntagsblatt und dem Magazin Focus. Außerdem ist er Autor von Features, Reportagen und Berichten für die öffentlich-rechtlichen Sender NDR, SWF/SWR, WDR und Deutschlandradio (Deutschlandfunk).
Als Moderator wurde er unter anderem beim Medientreffpunkt Mitteldeutschland Leipzig, bei den Münchner Medientagen und bei der Direktorenkonferenz der Landesmedienanstalten engagiert.
Siepmann ist heute hauptsächlich als Opern- und Konzertkritiker für die Klassik-Onlinemagazine O-Ton und Opera Online sowie als Kommunikationsberater tätig, so für Interkultur, einen Veranstalter weltweiter Wettbewerbe für Laienchöre. Er engagiert sich für die Roma und Sinti Philharmoniker. 2024 veröffentlichte er mit „Blutwappen“ einen zeitgeschichtlichen Kriminalroman, der die Thematik der Zwangsarbeit in der Zeit des Nationalsozialismus behandelt und als Beitrag zur Diskussion um die Gedenkstätte Stalag 326 gelesen werden kann. 
Siepmann lebt in Hilden bei Düsseldorf und in Hamburg.

## Schriften
- Medien entwickeln in der Dritten Welt. Herausgeber: Friedrich-Ebert-Stiftung. Bonn 1990. ISBN 978-3-926132-37-6
- Am Wendepunkt. Die Zeitungen in den USA. Herausgeber: Bundesverband Deutscher Zeitungsverleger. Bonn 2009
- Ralf Siepmann (Redaktion): Freiheit Einheit Vielfalt. 25 Jahre Presse-Grosso Ost. Herausgeber: Bundesverband Presse-Grosso. Köln 2016
- Blutwappen. Die Toten an Ems und Donau. ostwestfaelisch.de – Verlag M. Borner, Gütersloh 2024, ISBN 978-3-9820157-9-8